# Прелучний
Прелу́чний — заповідне урочище місцевого значення в Україні. Об'єкт розташований на території Верховинського району Івано-Франківської області, неподалік від села Явірник. 
Площа 3,7 га. Статус отриманий у 1988 році. Перебуває у віданні ДП «Верховинський лісгосп» (Явірницьке л-во, кв. 32, вид. 3). 
Статус надано для збереження природного буково-ялиново-ялицеве насадження віком 140 років.